# Gaetano Guadagni
Gaetano Guadagni (ur. około 1725 w Lodi lub Vicenzy, zm. w listopadzie 1792 w Padwie) – włoski śpiewak operowy, kastrat. Początkowo występował jako kontralt, następnie sopran.

## Życiorys
W 1746 roku był śpiewakiem w bazylice św. Antoniego w Padwie, w tym samym roku debiutował w Teatro San Moise w Wenecji. W latach 1748–1749 przebywał wraz z włoską trupą operową na występach w Londynie, gdzie pozostał do 1753 roku. Zachwycony jego głosem Georg Friedrich Händel specjalnie dla niego przerobił wiele arii skomponowanych pierwotnie na sopran lub bas, partie w oratoriach Mesjasz i Samson, a także napisał dla niego rolę Didymusa w oratorium Teodora (1750). Podczas opracowywania nowych ról asystował mu Charles Burney, który w swoich zapiskach przekazał wiele informacji biograficznych o śpiewaku. W Londynie Guadagni pobierał lekcje gry aktorskiej u Davida Garricka, w 1753 roku wyjechał do Lizbony, gdzie doskonalił swój warsztat wokalny u Gioacchino Contiego. W 1754 roku śpiewał w Concert Spirituel w Paryżu, wystąpił także w Wersalu. W 1755 roku ponownie występował w Londynie, w latach 1757–1758 z kolei przebywał w Wenecji. 
W 1762 roku w Wiedniu wziął udział w prawykonaniu Orfeusza i Eurydyki Christopha Willibalda Glucka. W kolejnych latach brał udział w premierach oper Ifigenia in Tauride Tommaso Traetty (1763) i Telemaco, ossia L’isola di Circe Glucka (1765). Należał do jednych z pierwszych śpiewaków, którzy dbali o zachowanie ciągłości akcji dramatycznej, nie przerywając swoich występów dla bisów i braw. Swoimi występami uświetniał uroczystości dworskie, wspólnie z Ch.W. Gluckiem i C.D. von Dittersdorfem brał udział w koronacji Józefa II we Frankfurcie nad Menem w 1764 roku. W kolejnych latach przebywał w Innsbrucku (1765) Wenecji (1767–1769) i Londynie (1770). Po powrocie do Włoch śpiewał w Weronie i Wenecji, gdzie w 1772 roku otrzymał tytuł Cavaliere di San Marco. W latach 1773–1775 przebywał w Monachium, zaś w 1776 roku w Berlinie i na dworze króla Fryderyka Wielkiego w Poczdamie. Po 1777 roku osiadł w Padwie.